# FlightGear

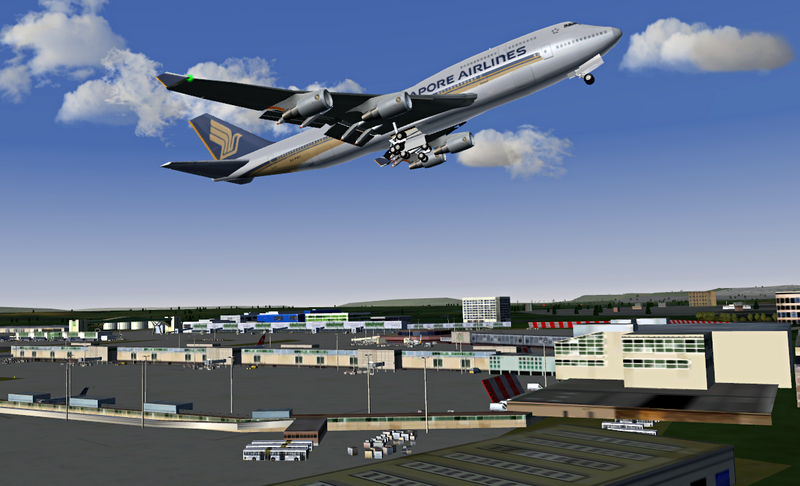
Eine Boeing 747-400 steigt vom Gatwick Airport auf, FlightGear 2.5.0.

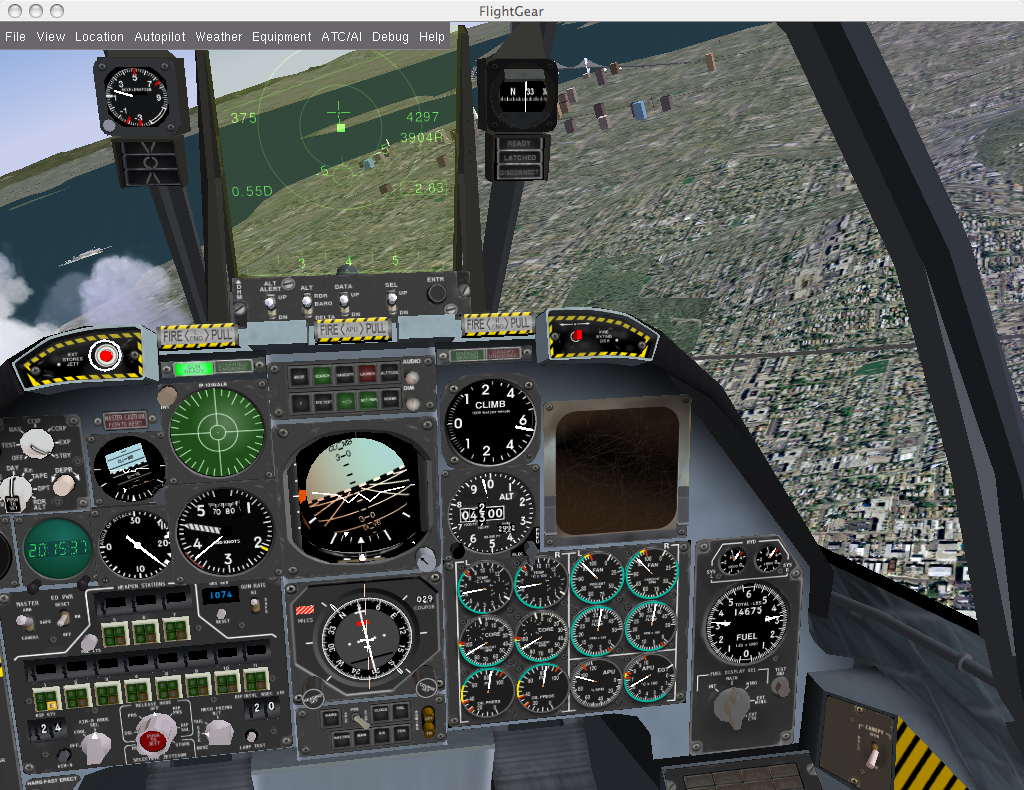
Blick in das Cockpit einer Fairchild-Republic A-10, FlightGear 1.0.0 r150 für Mac OS X.

FlightGear ist ein Open-Source-Projekt mit dem Ziel, einen freien, erweiterbaren und realistischen Flugsimulator zu erschaffen.

## Entwicklung
Die Idee des FlightGear-Projekts entstand aus der Unzufriedenheit über kommerzielle Flugsimulatoren wie Microsoft Flight Simulator und X-Plane. Diese waren den FlightGear-Entwicklern zu eingeschränkt und nicht ausreichend erweiterbar, da für sie als proprietäre Software der Quelltext nicht zur Verfügung stand oder die Lizenz dieser Flugsimulatoren keine größeren Änderungen erlaubte bzw. unmöglich machte.
FlightGear ist eine freie Software und steht unter der GNU General Public License. Als Programmiersprache findet C++ Anwendung. Es wird ständig von einer Vielzahl über den Erdball verteilter Entwickler, Freiwilliger und Interessierter weiterentwickelt. Als eingebettete Skriptsprache verwendet FlightGear Nasal, womit Teile der GUI, Flugeigenschaften und Fluginstrumente gesteuert werden können. Es stehen mehrere Flugdynamikmodelle wie JSBSim, Yasim und UIUC zur Verfügung, welche zur Simulation der Flugeigenschaften von Flugkörpern eingesetzt werden.
FlightGear stellt Himmelskörper wie die Sonne, den Mond sowie Sterne und Planeten unter genauer Beachtung der Zeit und des Datums – und natürlich abhängig von der Position – dar. Das gilt auch für die Jahreszeiten, so dass es im Sommer nördlich des Polarkreises 24 Stunden hell ist. Außerdem wird durch die korrekt platzierte Sonne der Mond wie in der Wirklichkeit beschienen, so dass man je nach Datum, Zeit und Ort den Mond als Voll-, Halb- oder Neumond sehen kann.

## Zusätze
Neben dem eigentlichen Flugsimulator gibt es für FlightGear noch weitere Programme bzw. Projekte wie zum Beispiel
- Atlas – Verfolgen eines Fluges in FlightGear auf Karte (in Echtzeit) bzw. Darstellung der FlightGear-Szenerie als 2D-Karte auf dem Computerbildschirm
- FlightGear Flight Planner – Planen von Flügen
- FlightGear Scenery Designer – Veränderung und Bearbeitung der FlightGear-Szeneriedaten
- Taxidraw – Erstellung von akkuraten Rollbahnwegen
- TerraGear – Erstellung der FlightGear-Szenerie aus SRTM-Höhendaten und Vektordaten, wie beispielsweise der VMap
- OpenRadar – Simulierung von Flugfunk im Multiplayer-Modus
- ATC-Pie – Simulierte Radarüberwachung. Ähnlichkeit mit OpenRadar.[4]
- Verbindung zu Online-Netzwerken, wie beispielsweise VATSIM.[5]

Für die Erstellung von 3D-Modellen wie Flugzeugen und Gebäuden können herkömmliche 3D-Modellierungswerkzeuge wie z. B. Blender verwendet werden.

## Rezeption
FlightGear sei ein sehr realistischer Flugsimulator, der mit seinen Gegenstücken für Windows konkurrieren kann. Auch wenn das Projekt jünger ist als traditionsreiche kommerzielle Serien, komme es recht nahe an diese heran. Jedoch sei FlightGear für ein Spiel zu komplex und für eine Simulation nicht realistisch genug. Experten werde die stellenweise wenig realistische Flugdynamik und Avionik-Ausstattung auffallen. Nach 15 Jahren Entwicklungsgeschichte sei FlightGear ein anspruchsvoller und enorm umfangreicher Flugsimulator. Es sei ein beeindruckendes Simulationsspiel, das es ermögliche über malerische Landschaft zu fliegen. Viele technische Details können affine Spieler lange fesseln. Ein realistisches Flugdynamikmodell wie etwa in X-Plane dürfe man jedoch nicht erwarten.